# 6.ª etapa do Giro d'Italia de 2021
A 6. ª etapa do Giro d'Italia de 2021 desenvolveu-se na quinta-feira 13 de maio de 2021 entre os Grutas de Frasassi e Ascoli Piceno, numa distância de 160 km e foi vencida pelo suíço Gino Mäder da equipa Bahrain Victorious. O húngaro Attila Valter da equipa Groupama-FDJ converteu-se no novo líder da corrida.

## Perfil da etapa
Esta etapa de 160 quilómetros penetra no canal dos Apeninos e liga as Grutas de Frasassi a Ascoli Piceno (San Giacomo). É uma etapa montanhosa com a ascensão a meio da corrida de Forca di Gualdo (2.º categoria, 10,4 km ao 7,4 %), a subida de Forca di Presta (3.º categoria) a 60 quilómetros da chegada, uma longa descida de aproximadamente 45 quilómetros e finalmente o subida final de San Giacomo a 1 500 m de altitude (2.º categoria, 15,5 km ao 6,1 % mas uma pendente ao 7,6 % nos 5 últimos quilómetros com secções a mais de 10%).

## Desenvolvimento da corrida
Devido às feridas acontecidas durante a sua queda da véspera, François Bidard (fractura da clavicula), Pavel Sivakov (ombro) e o líder do Classificação da montanha Joe Dombrowski (comoção cerebral) não tomaram a saída.
No começo de corrida, um grupo composto de Dario Cataldo (Movistar), Simon Guglielmi (Groupama - FDJ), Jimmy Janssens (Alpecin-Fenix), Gino Mäder e Matej Mohorič (Bahrain-Victorious) fez a corrida em cabeça. Este grupo foi apanhado por Bauke Mollema (Trek-Segafredo), Simone Ravanelli (Androni-Giocattoli) e Geoffrey Bouchard (AG2R-Citroën) levando assim a oito o número de atacantes. Os fujidos contam até 6 minutos de antemão ao pelotão antes de que este começa a reduzir a separação baixo o impulso da equipa Ineos Grenadiers. Alberto Bettiol (EF-Nippo), Giulio Ciccone (Trek-Segafredo) e Romain Bardet fazem o descida do Forca di Presta juntos mas estão retomar pelo pelotão ao pé da ascensão final. Devendo, o Suíço Mäder consegue a separar seus últimos colegas de escapada a 3 quilómetros da chegada para ir conseguir a etapa que conserva um pequeno avanço num grupo de favoritos composto de Egan Bernal (Ineos Grenadiers), Dan Martin (Israel Start-up), Remco Evenepoel (Deceuninck Quick Step) e Giulio Ciccone (Trek Segafredo). Chegado duodécimo a 29 segundos de Mäder, o jovem Húngaro Attila Valter (Groupama-FDJ) apodera-se da camisola rosa.

## Resultados

### Classificação da etapa
| Grutas de Frasassi - San Giacomo | média montanha | (160 km) |

| \| Classificação por etapas \| Classificação por etapas \| Classificação por etapas \| Classificação por etapas \| Classificação por etapas \| \| Ciclista \| Ciclista \| Equipe \| Tempo \| \| \| ------------------------ \| ------------------------ \| ------------------------ \| ------------------------ \| ------------------------ \| \| 1. \| Gino Mäder \| Bahrain Victorious \| 4h17m52s \| \| \| 2. \| Egan Bernal \| Ineos Grenadiers \| + 12s \| \| \| 3. \| Daniel Martin \| Israel Start-Up Nation \| + 12s \| \| \| 4. \| Remco Evenepoel \| Deceuninck-Quick Step \| + 12s \| \| \| 5. \| Giulio Ciccone \| Trek-Segafredo \| + 14s \| \| \| 6. \| Damiano Caruso \| Bahrain Victorious \| + 25s \| \| \| 7. \| Daniel Felipe Martínez \| Ineos Grenadiers \| + 25s \| \| \| 8. \| Marc Soler \| Movistar Team \| + 27s \| \| \| 9. \| Hugh Carthy \| EF Education-Nippo \| + 29s \| \| \| 10. \| Aleksandr Vlasov \| Astana-Premier Tech \| + 29s \| \| |                        |                        |          |
| |                        |                        |          |
| Fonte: ProCyclingStats |                        |                        |          |
| Classificação por etapas |                        |                        |          |
| Ciclista | Ciclista               | Equipe                 | Tempo    |
| 1. | Gino Mäder             | Bahrain Victorious     | 4h17m52s |
| 2. | Egan Bernal            | Ineos Grenadiers       | + 12s    |
| 3. | Daniel Martin          | Israel Start-Up Nation | + 12s    |
| 4. | Remco Evenepoel        | Deceuninck-Quick Step  | + 12s    |
| 5. | Giulio Ciccone         | Trek-Segafredo         | + 14s    |
| 6. | Damiano Caruso         | Bahrain Victorious     | + 25s    |
| 7. | Daniel Felipe Martínez | Ineos Grenadiers       | + 25s    |
| 8. | Marc Soler             | Movistar Team          | + 27s    |
| 9. | Hugh Carthy            | EF Education-Nippo     | + 29s    |
| 10. | Aleksandr Vlasov       | Astana-Premier Tech    | + 29s    |

### Bonificações
|   | Corredor      | País      | Equipa             | Segundos |
| - | ------------- | --------- | ------------------ | -------- |
| 1 | Matej Mohorič | Eslovênia | Bahrain Victorious | 3 s      |
| 2 | Gino Mäder    | Suíça     | Bahrain Victorious | 2 s      |
| 3 | Dario Cataldo | Itália    | Movistar           | 1 s      |

|   | Corredor    | País     | Equipa                 | Segundos |
| - | ----------- | -------- | ---------------------- | -------- |
| 1 | Gino Mäder  | Suíça    | Bahrain Victorious     | 10 s     |
| 2 | Egan Bernal | Colômbia | Ineos Grenadiers       | 6 s      |
| 3 | Dan Martin  | Irlanda  | Israel Start-Up Nation | 4 s      |

## Classificações ao final da etapa
- As classificações finalizaram da seguinte forma:[2]

### Classificação geral(Maglia Rosa)
| \| Classificação geral \| Classificação geral \| Classificação geral \| Classificação geral \| Classificação geral \| \| Ciclista \| Ciclista \| Equipe \| Tempo \| \| \| ------------------- \| ------------------- \| ---------------------- \| ------------------- \| ------------------- \| \| 1. \| Attila Valter \| Groupama-FDJ \| 22h17m06s \| \| \| 2. \| Remco Evenepoel \| Deceuninck-Quick Step \| + 11s \| \| \| 3. \| Egan Bernal \| Ineos Grenadiers \| + 16s \| \| \| 4. \| Aleksandr Vlasov \| Astana-Premier Tech \| + 24s \| \| \| 5. \| Louis Vervaeke \| Alpecin-Fenix \| + 25s \| \| \| 6. \| Hugh Carthy \| EF Education-Nippo \| + 38s \| \| \| 7. \| Damiano Caruso \| Bahrain Victorious \| + 39s \| \| \| 8. \| Giulio Ciccone \| Trek-Segafredo \| + 41s \| \| \| 9. \| Daniel Martin \| Israel Start-Up Nation \| + 47s \| \| \| 10. \| Simon Yates \| BikeExchange \| + 49s \| \| |                  |                        |           |
| |                  |                        |           |
| Fonte: ProCyclingStats |                  |                        |           |
| Classificação geral |                  |                        |           |
| Ciclista | Ciclista         | Equipe                 | Tempo     |
| 1. | Attila Valter    | Groupama-FDJ           | 22h17m06s |
| 2. | Remco Evenepoel  | Deceuninck-Quick Step  | + 11s     |
| 3. | Egan Bernal      | Ineos Grenadiers       | + 16s     |
| 4. | Aleksandr Vlasov | Astana-Premier Tech    | + 24s     |
| 5. | Louis Vervaeke   | Alpecin-Fenix          | + 25s     |
| 6. | Hugh Carthy      | EF Education-Nippo     | + 38s     |
| 7. | Damiano Caruso   | Bahrain Victorious     | + 39s     |
| 8. | Giulio Ciccone   | Trek-Segafredo         | + 41s     |
| 9. | Daniel Martin    | Israel Start-Up Nation | + 47s     |
| 10. | Simon Yates      | BikeExchange           | + 49s     |

### Classificação por pontos(Maglia Ciclamino)
| Classificação por pontos | Classificação por pontos | Classificação por pontos           | Classificação por pontos | Classificação por pontos |
| Ciclista                 | Ciclista                 | Equipe                             | Pontos                   |                          |
| ------------------------ | ------------------------ | ---------------------------------- | ------------------------ | ------------------------ |
| 1.                       | Giacomo Nizzolo          | Qhubeka Assos                      | 72 pts                   |                          |
| 2.                       | Elia Viviani             | Cofidis                            | 68 pts                   |                          |
| 3.                       | Tim Merlier              | Alpecin-Fenix                      | 58 pts                   |                          |
| 4.                       | Caleb Ewan               | Lotto-Soudal                       | 56 pts                   |                          |
| 5.                       | Peter Sagan              | Bora-Hansgrohe                     | 50 pts                   |                          |
| 6.                       | Filippo Tagliani         | Androni Giocattoli-Sidermec        | 39 pts                   |                          |
| 7.                       | Davide Cimolai           | Israel Start-Up Nation             | 31 pts                   |                          |
| 8.                       | Fernando Gaviria         | UAE Team Emirates                  | 30 pts                   |                          |
| 9.                       | Gino Mäder               | Bahrain Victorious                 | 29 pts                   |                          |
| 10.                      | Taco van der Hoorn       | Intermarché-Wanty-Gobert Matériaux | 28 pts                   |                          |

### Classificação da montanha(Maglia Azzurra)
| Classificação da montanha | Classificação da montanha | Classificação da montanha          | Classificação da montanha | Classificação da montanha |
| Ciclista                  | Ciclista                  | Equipe                             | Pontos                    |                           |
| ------------------------- | ------------------------- | ---------------------------------- | ------------------------- | ------------------------- |
| 1.                        | Gino Mäder                | Bahrain Victorious                 | 26 pts                    |                           |
| 2.                        | Geoffrey Bouchard         | AG2R Citroën Team                  | 18 pts                    |                           |
| 3.                        | Vincenzo Albanese         | Eolo-Kometa                        | 16 pts                    |                           |
| 4.                        | Rein Taaramäe             | Intermarché-Wanty-Gobert Matériaux | 13 pts                    |                           |
| 5.                        | Matej Mohorič             | Bahrain Victorious                 | 10 pts                    |                           |
| 6.                        | Alessandro De Marchi      | Israel Start-Up Nation             | 10 pts                    |                           |
| 7.                        | Francesco Gavazzi         | Eolo-Kometa                        | 9 pts                     |                           |
| 8.                        | Egan Bernal               | Ineos Grenadiers                   | 8 pts                     |                           |
| 9.                        | Simone Ravanelli          | Androni Giocattoli-Sidermec        | 8 pts                     |                           |
| 10.                       | Simon Pellaud             | Androni Giocattoli-Sidermec        | 6 pts                     |                           |

### Classificação dos jovens(Maglia Bianca)
| Classificação dos jovens | Classificação dos jovens | Classificação dos jovens | Classificação dos jovens | Classificação dos jovens |
| Ciclista                 | Ciclista                 | Equipe                   | Tempo                    |                          |
| ------------------------ | ------------------------ | ------------------------ | ------------------------ | ------------------------ |
| 1.                       | Attila Valter            | Groupama-FDJ             | 22h17m06s                |                          |
| 2.                       | Remco Evenepoel          | Deceuninck-Quick Step    | + 11s                    |                          |
| 3.                       | Egan Bernal              | Ineos Grenadiers         | + 16s                    |                          |
| 4.                       | Aleksandr Vlasov         | Astana-Premier Tech      | + 24s                    |                          |
| 5.                       | Daniel Felipe Martínez   | Ineos Grenadiers         | + 1m06s                  |                          |
| 6.                       | Tobias Foss              | Jumbo-Visma              | + 1m53s                  |                          |
| 7.                       | Gino Mäder               | Bahrain Victorious       | + 2m17s                  |                          |
| 8.                       | Jai Hindley              | Team DSM                 | + 3h29m00s               |                          |
| 9.                       | Harold Tejada            | Astana-Premier Tech      | + 4h13m00s               |                          |
| 10.                      | João Almeida             | Deceuninck-Quick Step    | + 4h49m00s               |                          |

### Classificação por equipas"Súper team"
| Classificação por equipes | Classificação por equipes | Classificação por equipes | Classificação por equipes |
| Equipe                    | Equipe                    | Tempo                     |                           |
| ------------------------- | ------------------------- | ------------------------- | ------------------------- |
| 1.                        | Bahrain Victorious        | 66h53m22s                 |                           |
| 2.                        | Ineos Grenadiers          | + 39s                     |                           |
| 3.                        | Team BikeExchange         | + 2m48s                   |                           |
| 4.                        | Trek-Segafredo            | + 3m48s                   |                           |
| 5.                        | EF Education-Nippo        | + 4m18s                   |                           |
| 6.                        | Deceuninck-Quick Step     | + 5m47s                   |                           |
| 7.                        | Movistar Team             | + 11m58s                  |                           |
| 8.                        | Team DSM                  | + 12m55s                  |                           |
| 9.                        | Jumbo-Visma               | + 18m39s                  |                           |
| 10.                       | Astana-Premier Tech       | + 21m25s                  |                           |

## Abandonos
- Pavel Sivakov não tomou a saída depois de uma queda na etapa anterior.[3]
- François Bidard não tomou a saída depois de uma queda na etapa anterior.[4]
- Joe Dombrowski não tomou a saída depois de uma queda na etapa anterior.[5]
- Manuel Belletti não completou a etapa por uma queda.[6]